# Francisco Tomás García
Pour les articles homonymes, voir Francisco García et García.
García  Rodríguez est un nom espagnol. Le premier nom de famille, en général paternel, est García ; le second, en général maternel, souvent omis, est Rodríguez.
Francisco Tomás García Rodríguez (né le 5 novembre 1975 à Madrid) est un coureur cycliste espagnol. 

## Palmarès
- 1997
  -  Champion d'Espagne sur route espoirs
  - 2e du Circuito Montañés
- 1999
  - 4e étape du Clásico RCN
  - 2e de la Subida a Urkiola
- 2005
  - Gran Premio Área Metropolitana de Vigo

## Résultats sur les grands tours

### Tour de France
2 participations
- 1998 : abandon (5e étape)
- 1999 : 26e

### Tour d'Italie
1 participation
- 2001 : abandon (13e étape)

### Tour d'Espagne
2 participations
- 2000 : 18e
- 2004 : 41e

## Classements mondiaux
| Année           | 2005 |
| --------------- | ---- |
| UCI Europe Tour | 370e |